# 佛罗伦萨圣神大殿

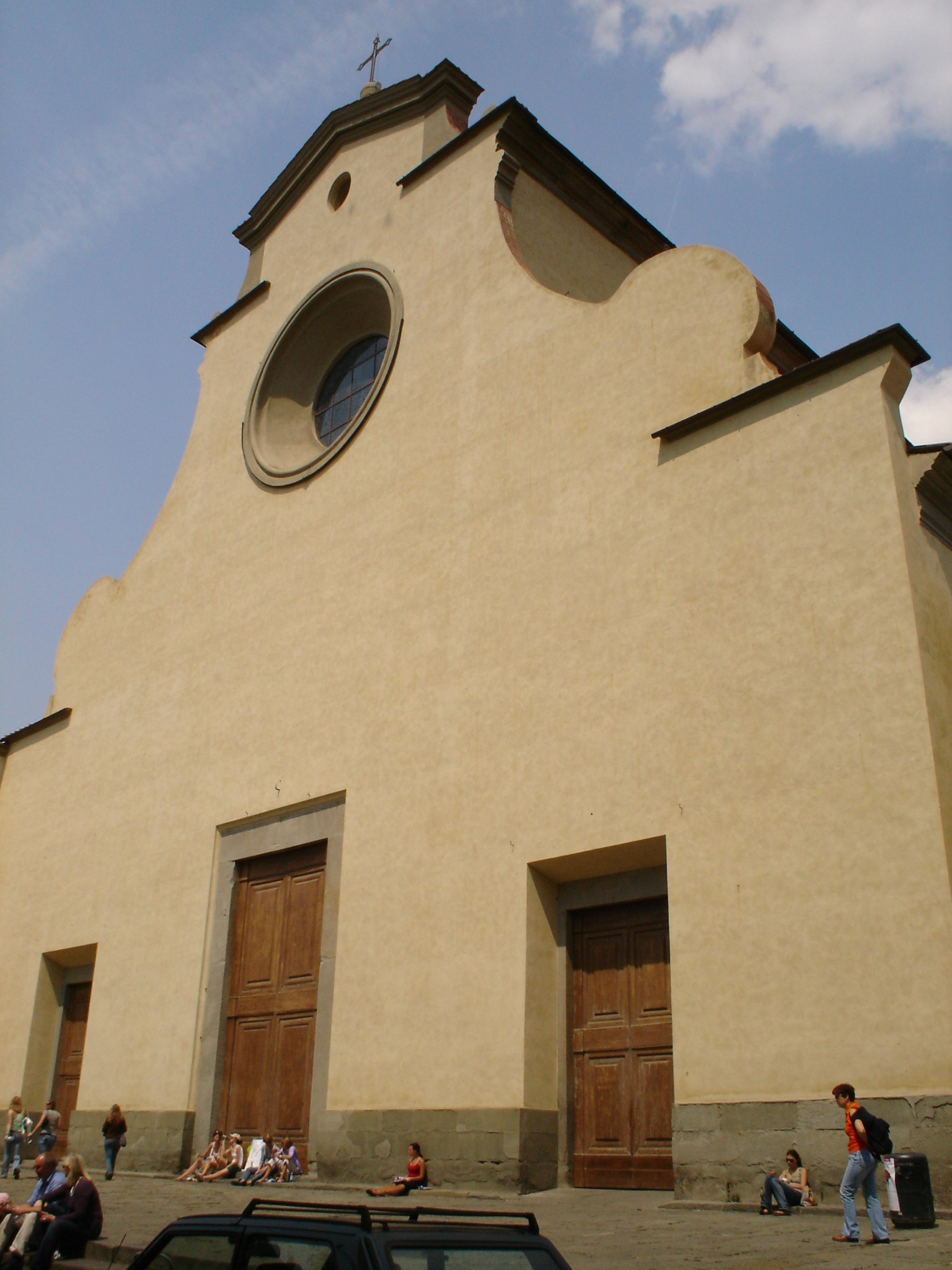
正立面

佛罗伦萨圣神大殿（Basilica di Santa Maria del Santo Spirito）是意大利佛罗伦萨的主要教堂之一，位于阿诺河南岸的奥特拉诺区，面临同名广场。其内部设计是文艺复兴建筑的优秀实例之一。

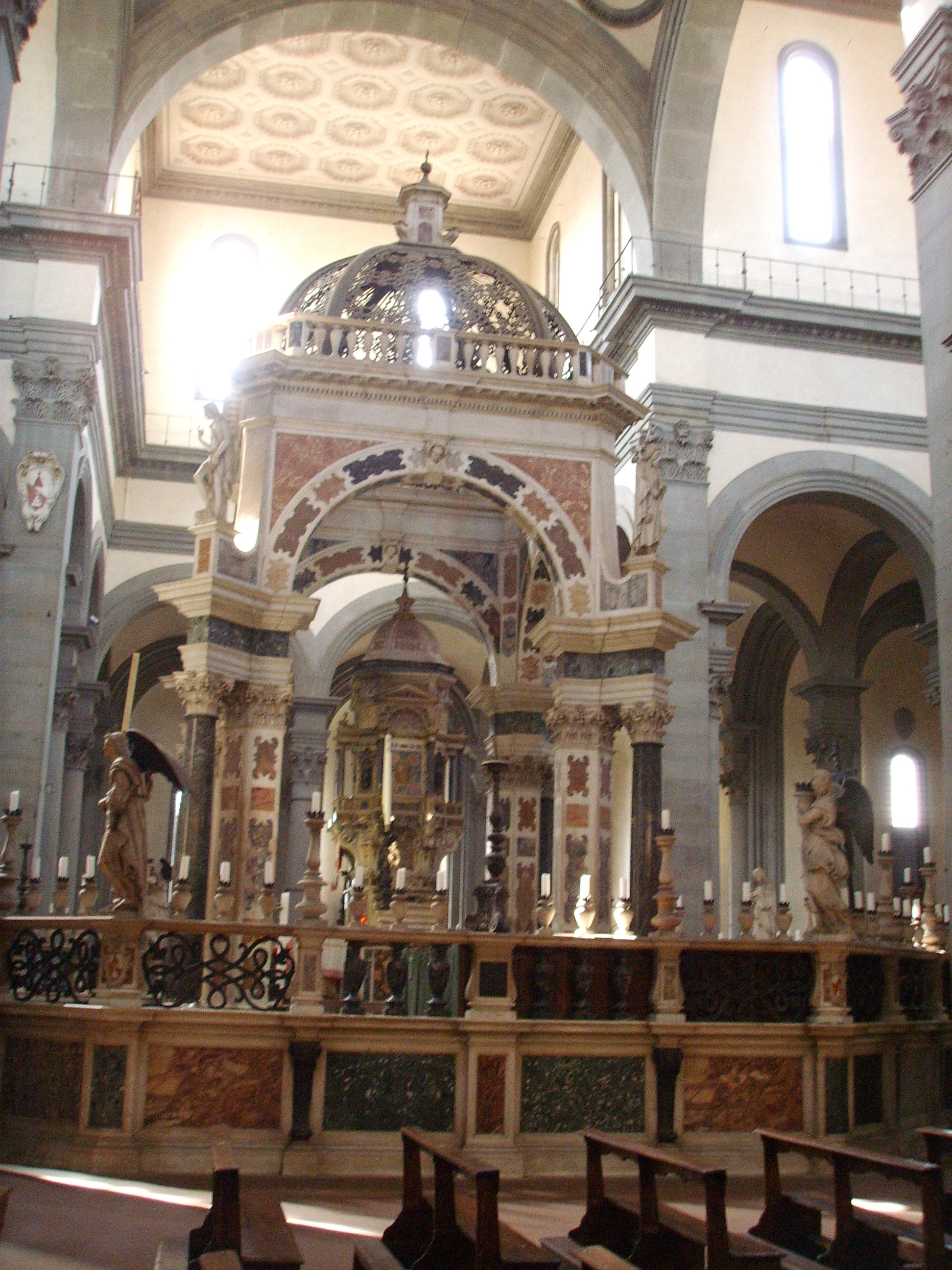
内部

## 米开朗基罗的十架苦像

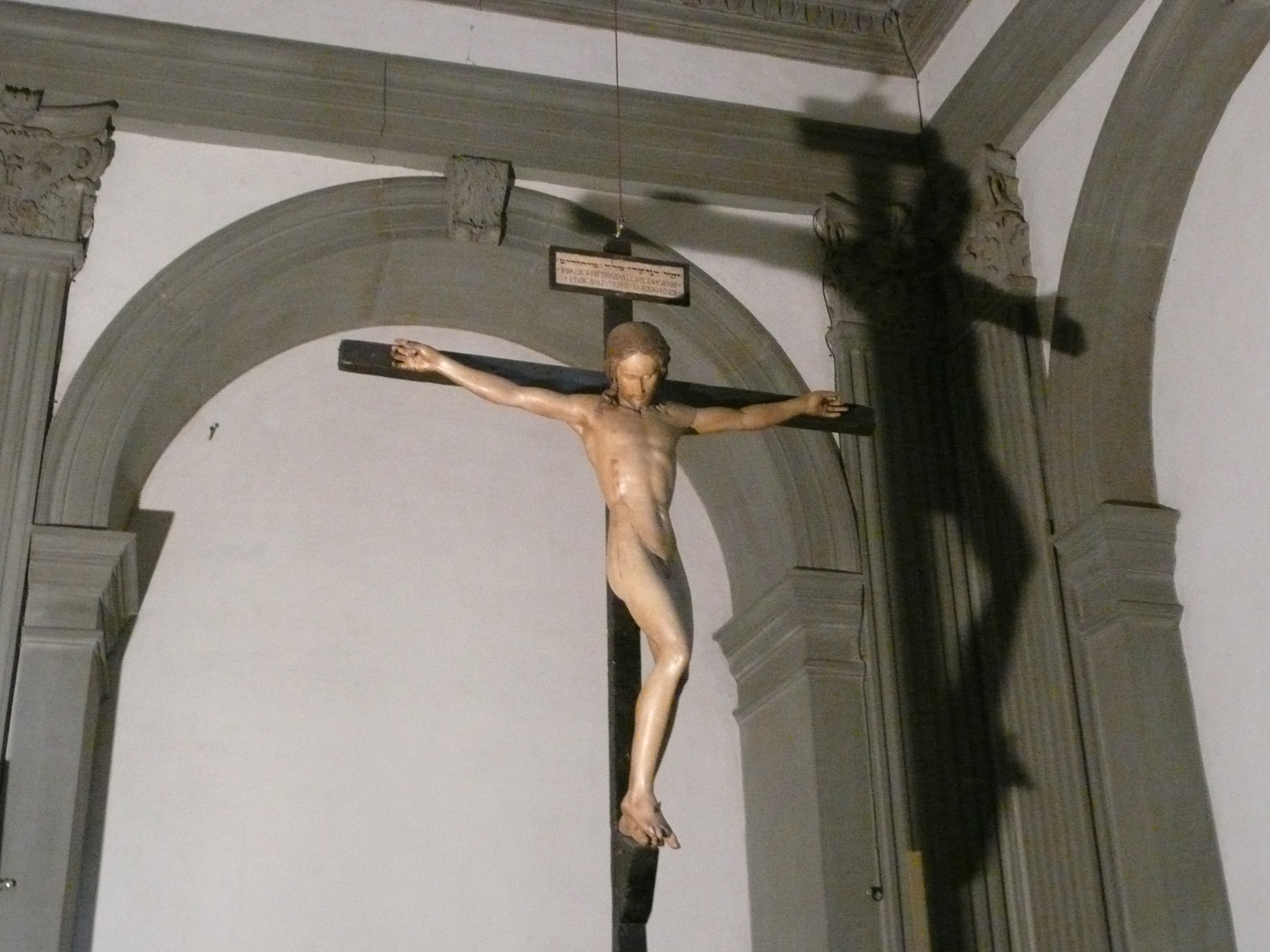
米开朗基罗的十架苦像

米开朗基罗17岁时获准对修道院医院的尸体进行解剖研究；作为交换，他雕刻了一个十架苦像放在正祭台上。今天，苦像放在八角形的祭衣间，从教堂的西走道可以到达。